# Obroatis rivularis
Obroatis rivularis är en fjärilsart som beskrevs av Butler 1879. Obroatis rivularis ingår i släktet Obroatis och familjen nattflyn. Inga underarter finns listade i Catalogue of Life.